# 歌姫伝説 〜90's BEST〜
『歌姫伝説 〜90's BEST〜』（うたひめでんせつ ナインティーズ・ベスト）は、日本の歌手中森明菜のベスト・アルバム。このアルバムは2008年2月27日にユニバーサルシグマよりリリースされた (CD: UMCK-1245, 3CD+DVD: UMCK-9196)。

## 背景
『歌姫伝説 〜90's BEST〜』は中森の初の1990年代の楽曲を中心としたベスト・アルバムとして2008年2月27日に、通常盤 (CD: UMCK-1245)と初回限定盤（3枚組CD+DVD: UMCK-9196）の2種類で同時発売された。本作では、1990年代のうち、MCAビクター（のちのユニバーサルビクター）とガウスエンタテインメント在籍時に発表した楽曲を中心に選曲された。
初回限定盤CDの1枚目には、MCAビクター時代のシングル楽曲とカップリング曲を収録。2枚目には、ガウスエンタテインメント時代のシングルとアルバム収録曲から選曲された。3枚目は、現時点で再発売されていない1996年12月にリリースされた限定ミニ・アルバム『VAMP』収録曲や、中森が2000年11月に来生たかおのアルバム『Dear my company』に参加した来生との「セカンド・ラブ」のデュエット・バージョンなどが収録された。
初回限定盤特典DVDには、1995年12月に開催され、ベスト・アルバム『true album akina 95 best』を引っ提げたスペシャルライブ中森明菜 TRUE LIVEのライブ・パフォーマンスと、シングル「Tokyo Rose」のミュージック・ビデオを収録した。これらの映像は、1996年にWOWOWにて放送されたものを編集したものである。さらに、シングル「原始、女は太陽だった」、「MOONLIGHT SHADOW-月に吠えろ」のミュージック・ビデオも収録された。
通常盤は、MCAビクターとガウスエンタテインメント期のシングル曲を中心に構成された。初回プレス分のみ、フォト・ブックレット仕様となった。
初回限定盤、通常盤初回プレスのいずれかを購入すると抽選で、中森明菜 TRUE LIVEにて販売されていたライブ・プレミアグッズを完全復刻しプレゼントする発売記念特典があった。

## 批評
『CDジャーナル』は本作について、中森のボーカリストとしての技量をあらためて認識させてくれると批評した。

## チャート成績
『歌姫伝説 〜90's BEST〜』は、オリコン週間アルバムチャートの2008年3月10日付に初登場し、最高順位37位を記録した。同チャートには、計3週に渡ってランクインしている。

## 収録曲
| #         | タイトル                            | 作詞               | 作曲       | 編曲            | 時間  |
| --------- | ----------------------------------- | ------------------ | ---------- | --------------- | ----- |
| 1.        | 「Everlasting Love」                | 大貫妙子           | 坂本龍一   | 坂本龍一        | 4:50  |
| 2.        | 「NOT CRAZY TO ME」                 | NOKKO              | 坂本龍一   | 坂本龍一        | 4:36  |
| 3.        | 「片想い」                          | 安井かずみ         | 川口真     | 千住明          | 3:55  |
| 4.        | 「愛撫」                            | 松本隆             | 小室哲哉   | 小室哲哉        | 5:15  |
| 5.        | 「夜のどこかで 〜night shift〜[1]」 | 夏野芹子           | 後藤次利   | 後藤次利        | 5:48  |
| 6.        | 「月華[2]」                         | 松井五郎           | 梶原秀剛   | 松本晃彦        | 4:59  |
| 7.        | 「原始、女は太陽だった」            | 及川眠子           | MASAKI     | 岩崎文紀        | 4:47  |
| 8.        | 「Tokyo Rose」                      | 中森明菜・上澤津孝 | Masaki     | Brian Setzer    | 4:09  |
| 9.        | 「MOONLIGHT SHADOW-月に吠えろ」     | 高見沢俊彦         | 小室哲哉   | 小室哲哉        | 5:07  |
| 10.       | 「APPETITE」                        | 夏野芹子           | U-ki       | U-ki            | 5:15  |
| 11.       | 「今夜、流れ星」                    | 夏野芹子           | 宇都美慶子 | 白川雅          | 4:31  |
| 12.       | 「帰省 〜Never Forget〜[3]」        | 鈴康寛・atusko     | 鈴康寛     | 千住明          | 5:46  |
| 13.       | 「とまどい[4]」                     | 森浩美             | juni       | Max Brightstone | 3:59  |
| 14.       | 「Good-bye My Tears[5]」            | 帆苅伸子           | 半野りか   | Max Brightstone | 4:27  |
| 15.       | 「It's brand new day[6]」           | Adya               | Adya       | Adya            | 4:51  |
| 合計時間: | 合計時間:                           | 合計時間:          | 合計時間:  | 合計時間:       | 72:15 |

初回限定盤
| #         | タイトル                            | 作詞               | 作曲         | 編曲         | 時間  |
| --------- | ----------------------------------- | ------------------ | ------------ | ------------ | ----- |
| 1.        | 「Everlasting Love」                | 大貫妙子           | 坂本龍一     | 坂本龍一     | 4:52  |
| 2.        | 「NOT CRAZY TO ME」                 | NOKKO              | 坂本龍一     | 坂本龍一     | 4:38  |
| 3.        | 「片想い」                          | 安井かずみ         | 川口真       | 千住明       | 3:57  |
| 4.        | 「愛撫」                            | 松本隆             | 小室哲哉     | 小室哲哉     | 5:17  |
| 5.        | 「夜のどこかで 〜night shift〜[1]」 | 夏野芹子           | 後藤次利     | 後藤次利     | 5:50  |
| 6.        | 「Rose Bud[7]」                     | 夏野芹子           | 後藤次利     | 後藤次利     | 5:16  |
| 7.        | 「月華[2]」                         | 松井五郎           | 梶原秀剛     | 松本晃彦     | 5:01  |
| 8.        | 「BLUE LACE」                       | 鮎川めぐみ         | 柿原朱美     | 山川恵津子   | 4:45  |
| 9.        | 「原始、女は太陽だった」            | 及川眠子           | MASAKI       | 岩崎文紀     | 4:49  |
| 10.       | 「綺麗」                            | 夏野芹子           | 清岡千穂     | 岩崎文紀     | 4:13  |
| 11.       | 「Tokyo Rose」                      | 中森明菜・上澤津孝 | Masaki       | Brian Setzer | 4:11  |
| 12.       | 「優しい関係」                      | 夏野芹子           | Brian Setzer | Brian Setzer | 3:27  |
| 13.       | 「MOONLIGHT SHADOW-月に吠えろ」     | 高見沢俊彦         | 小室哲哉     | 小室哲哉     | 5:09  |
| 14.       | 「APPETITE」                        | 夏野芹子           | U-ki         | U-ki         | 5:17  |
| 15.       | 「SWEET SUSPICION」                 | 久和カノン         | 千沢仁       | 迫田到       | 4:50  |
| 合計時間: | 合計時間:                           | 合計時間:          | 合計時間:    | 合計時間:    | 71:32 |

| #         | タイトル                        | 作詞           | 作曲           | 編曲                 | 時間  |
| --------- | ------------------------------- | -------------- | -------------- | -------------------- | ----- |
| 1.        | 「帰省 〜Never Forget〜[3]」    | 鈴康寛・atusko | 鈴康寛         | 千住明               | 5:44  |
| 2.        | 「今夜、流れ星」                | 夏野芹子       | 宇都美慶子     | 白川唯               | 4:31  |
| 3.        | 「嵐の中で」                    | 夏野芹子       | ORIGA          | 梁邦彦               | 4:19  |
| 4.        | 「とまどい[4]」                 | 森浩美         | juni           | Max Brightstone      | 4:00  |
| 5.        | 「Good-bye My Tears[5]」        | 帆苅伸子       | 半野りか       | Max Brightstone      | 4:26  |
| 6.        | 「雨の日は人魚」                | 夏野芹子       | 松田博幸       | 白川雅               | 4:38  |
| 7.        | 「楽園の女神」                  | 佐竹正児       | アルベルト城間 | 藤原いくろう         | 4:39  |
| 8.        | 「雪の花 〜White X'mas〜」      | 夏野芹子       | 藤原いくろう   | 藤原いくろう         | 5:05  |
| 9.        | 「BLOWING FROM THE SUN」        | 夏野芹子       | ORIGA          | 藤原いくろう・白川雅 | 4:52  |
| 10.       | 「花曇り」                      | 夏野芹子       | ORIGA          | 梁邦彦               | 4:29  |
| 11.       | 「幻惑 〜amabile "A"[8]」       | 夏野芹子       | 小林明子       | 岩﨑元是             | 4:33  |
| 12.       | 「月の微笑 〜Acoustic Version」 | 夏野芹子       | 藤原いくろう   | 藤原いくろう         | 4:24  |
| 合計時間: | 合計時間:                       | 合計時間:      | 合計時間:      | 合計時間:            | 55:40 |

| #         | タイトル                                              | 作詞                 | 作曲          | 編曲          | 時間  |
| --------- | ----------------------------------------------------- | -------------------- | ------------- | ------------- | ----- |
| 1.        | 「MOONLIGHT SHADOW-月に吠えろ club mix」              | TOSHIHIKO TAKAMIZAWA | TETUYA KOMURO | TETUYA KOMURO | 8:41  |
| 2.        | 「PRIDE AND JOY[9]」                                  | 山田ひろし           | 朝本浩文      | 朝本浩文      | 4:10  |
| 3.        | 「EGOIST[9]」                                         | 加藤健               | Ton・Shoji    | 島田昌典      | 4:43  |
| 4.        | 「CRESCENT FISH[9]」                                  | 松井五郎             | 上田知華      | U-ki          | 4:49  |
| 5.        | 「METROPOLITAN BLUE[9]」                              | 夏野芹子             | 千沢仁        | 迫田到        | 7:55  |
| 6.        | 「It's brand new day[6]」                             | Adya                 | Adya          | Adya          | 4:52  |
| 7.        | 「Stay in love[10]」                                  | Adya                 | URU           | URU           | 5:07  |
| 8.        | 「TO BE」                                             | Suzi Kim             | 島野聡        | 上出優之利    | 7:31  |
| 9.        | 「セカンド・ラブ[11]」(来生たかお Duet with 中森明菜) | 来生えつこ           | 来生たかお    | 萩田光雄      | 4:33  |
| 合計時間: | 合計時間:                                             | 合計時間:            | 合計時間:     | 合計時間:     | 52:21 |

| #   | タイトル                            | 作詞 | 作曲・編曲 |
| --- | ----------------------------------- | ---- | ---------- |
| 1.  | 「Tokyo Rose」                      |      |            |
| 2.  | 「飾りじゃないのよ涙は」            |      |            |
| 3.  | 「TATTOO」                          |      |            |
| 4.  | 「GAIA 〜地球のささやき〜」         |      |            |
| 5.  | 「愛撫」                            |      |            |
| 6.  | 「ミ・アモーレ〔Meu amor é･･･〕」   |      |            |
| 7.  | 「原始、女は太陽だった」            |      |            |
| 8.  | 「月華[2]」                         |      |            |
| 9.  | 「TSURAI・TSURAI」                  |      |            |
| 10. | 「痛い恋をした」                    |      |            |
| 11. | 「Necessary」                       |      |            |
| 12. | 「LIAR」                            |      |            |
| 13. | 「陽炎」                            |      |            |
| 14. | 「予感」                            |      |            |
| 15. | 「セカンド・ラブ」                  |      |            |
| 16. | 「スローモーション」                |      |            |
| 17. | 「LA BOHÈME」                       |      |            |
| 18. | 「DESIRE -情熱-」                   |      |            |
| 19. | 「Tokyo Rose」(PV)                  |      |            |
| 20. | 「原始、女は太陽だった」(PV)        |      |            |
| 21. | 「MOONLIGHT SHADOW-月に吠えろ」(PV) |      |            |

注釈:
- 1 日本テレビ系『NNNきょうの出来事』エンディングテーマ
- 2 ブティックJOY TV-CF イメージソング
- 3 読売テレビ・日本テレビ系ドラマ『冷たい月』主題歌
- 4 TBS系ドラマ 愛の劇場『39歳の秋』主題歌
- 5 TBS系ドラマ『1998 バトルな女ドラマ 七人のOL ソムリエ』主題歌
- 6 @niftyの音楽コンテンツMusic@nifty内のインディーズレーベル@easeから発売された40枚目のシングル曲
- 7 フジテレビ系『新伍&紳助のあぶない話』エンディングテーマ
- 8 スタジオ・アルバム『SPOON』収録曲「幻惑」のリミックスバージョン
- 9 ミニ・アルバム『VAMP』収録曲
- 10 トリンプ「恋するブラ」CM ソング
- 11 from AL 『Dear my company』来生たかお

## リリース履歴
| 発売日        | レーベル           | 規格    | 品番      | 備考   |
| ------------- | ------------------ | ------- | --------- | ------ |
| 2008年2月27日 | ユニバーサルシグマ | CD      | UMCK-1245 | 通常盤 |
| 2008年2月27日 | ユニバーサルシグマ | 3CD+DVD | UMCK-9196 | 初回盤 |
| 2017年5月3日  | ユニバーサルシグマ | UHQCD   | UPCH-7279 | 限定盤 |

## クレジット
『歌姫伝説 〜90's BEST〜』のライナー・ノーツより
| - Mastered by HIDEAKI NISHIMURA (UNIVERSAL MUSIC MASTERING) - デザイン：TOSHIAKI UCHIKOSHI - フォト：くぼたあきひと、アリゾナ五郎、塚田和徳、NOBORU MORIKAWA - アートワーク・コーディネーション：宮本仁美 (UNIVERSAL MUSIC K.K.) - A&R：森淳一 and TAKESHI FUJITA（ユニバーサルシグマ） - Supported by YUMIKO KAWABATA (FAITHWAY) - プロダクト・マネージャー：SHINICHI NAKAJIMA（ユニバーサルシグマ） - セールス・プロモーション：NAOKO IWASAKI（ユニバーサルシグマ） | - Heads of Media Promotion：TOSHIO KANEHAKO, DAISUKE FUJIKAWA and CHIE ITOH（ユニバーサルシグマ） - Head of Marketing & Product Management Division：大原浩（ユニバーサルシグマ） - エグゼクティヴ・プロデューサーズ：寺林晁 (UNIVERSAL MUSIC K.K.)、藤倉尚（ユニバーサルシグマ） - エグゼクティヴ・プロデューサー & ディレクター：門村崇志 - スペシャル・サンクス：徳間ジャパンコミュニケーションズ、WOWOW、NET ENTERTAINMENT TRANSFER INC. |

## 参照
1. ↑  通常盤: “楽天ブックス: 歌姫伝説 〜90's BEST〜 - 中森明菜 : CD”.   楽天. 2011年6月1日閲覧。
2. 1 2 3  “歌姫伝説 〜90's BEST〜 中森明菜のプロフィールならオリコン芸能人事典-ORICON STYLE”.  オリコン. 2012年4月15日閲覧。
3. 1 2 3 4 5  “中森明菜オフィシャルサイト » index”.   Nakamoriakina.com. 2008年5月9日時点のオリジナルよりアーカイブ。2011年6月1日閲覧。
4. ↑  “中森明菜 / 歌姫伝説〜90's BEST〜 [3CD+DVD] [限定] [CD] [アルバム] - CDJournal.com”.   音楽出版社. 2012年7月13日閲覧。
5. 1 2 3  “中森明菜 / 歌姫伝説〜90's BEST〜 [CD] [アルバム] - CDJournal.com”.   音楽出版社. 2012年7月13日閲覧。
6. ↑  MCAビクター時代のシングル: 
  - 『Everlasting Love ・ NOT CRAZY TO ME』（8cmCD）中森明菜、MCAビクター、1993年5月21日。MVDD-10001。
  - 『片想い・愛撫』（8cmCD）中森明菜、MCAビクター、1994年3月24日。MVDD-10004。
  - 『夜のどこかで 〜night shift〜』（8cmCD）中森明菜、MCAビクター、1994年9月2日。MVDD-10007。
  - 『月華』（8cmCD）中森明菜、MCAビクター、1994年10月5日。MVDD-10009。
  - 『原始、女は太陽だった』（8cmCD）中森明菜、MCAビクター、1995年6月21日。MVDD-10014。
  - 『Tokyo Rose』（8cmCD）AKINA、MCAビクター、1995年11月1日。MVDD-10017。
  - 『MOONLIGHT SHADOW-月に吠えろ』（8cmCD）中森明菜、MCAビクター、1996年8月7日。MVDD-10024。
  - 『APPETITE』（8cmCD）中森明菜、MCAビクター、1997年2月21日。MVDD-10027。
7. 1 2  ガウスエンタテインメント時代のシングルとアルバム: 
  - 『帰省 〜Never Forget〜』（8cmCD）中森明菜、THIS ONE、1998年2月11日。GRDO-10。
  - 『今夜、流れ星』（8cmCD）中森明菜、THIS ONE、1998年5月21日。GRDO-11。
  - 『とまどい』（8cmCD）中森明菜、THIS ONE、1998年9月23日。GRDO-14。
  - 『オフェリア』（8cmCD）中森明菜、THIS ONE、1999年1月21日。GRDO-21。
  - 『SPOON』（12cmCD）中森明菜、THIS ONE、1998年6月17日。GRCO-3001。
  - 『will』（12cmCD）中森明菜、THIS ONE、1999年12月1日。GRCO-3003。
8. 1 2 3 4 5  『歌姫伝説 〜90's BEST〜』（12cmCD, 3×12cmCD+DVD）中森明菜、ユニバーサルシグマ、2008年2月27日。UMCK-1245, UMCK-9196。
9. 1 2 3  “中森明菜 - 歌姫伝説〜'90s BEST[初回限定盤][+DVD] - UNIVERSAL MUSIC JAPAN”.  ユニバーサルミュージック合同会社. 2012年7月13日閲覧。
10. 1 2  “中森明菜 / ヴァンプ [限定] [CD] [アルバム] - CDJournal.com”.   音楽出版社. 2012年7月13日閲覧。
11. 1 2  “来生たかお / ディア・マイ・カンパニー [CD] [アルバム] - CDJournal.com”.   音楽出版社. 2012年7月13日閲覧。
12. ↑  “明菜晴れやか、30歳の挑戦 ベスト盤発売・1年ぶりライブ”. 朝日新聞（夕刊） (朝日新聞社):  11面、4版. (1995年12月12日)
13. 1 2  初回限定盤: 中森明菜『歌姫伝説 〜90's BEST〜』（DVD）ユニバーサルシグマ、2008年2月27日。UMCK-9196。
14. ↑  “中森明菜 - 歌姫伝説〜'90s BEST - UNIVERSAL MUSIC JAPAN”.   ユニバーサルミュージック合同会社. 2012年7月13日閲覧。
15. ↑  “CDアルバム 週間ランキング-ORICON STYLE ランキング”. 2008年02月25日〜2008年03月02日のCDアルバム週間ランキング（2008年03月10日付）.   オリコン. 2012年4月15日閲覧。
16. ↑  “_Music@nifty_”.  NIFTY Corporation. 2001年6月30日時点のオリジナルよりアーカイブ。2012年7月13日閲覧。